# Heliocopris sirius
Heliocopris sirius là một loài bọ cánh cứng trong họ Bọ hung (Scarabaeidae).